# Juventud Sin Futuro
 (juillet 2011).
Si vous disposez d'ouvrages ou d'articles de référence ou si vous connaissez des sites web de qualité traitant du thème abordé ici, merci de compléter l'article en donnant les références utiles à sa vérifiabilité et en les liant à la section « Notes et références ».
Juventud Sin Futuro (Jeunesse sans futur) est une organisation créée en février 2011 à Madrid et qui est née de l'initiative de plusieurs collectifs universitaires madrilènes sensibilisés par la situation de précarité qui selon eux affecte la jeunesse, ainsi que par l’aggravation de cette situation due aux mesures entreprises par le gouvernement espagnol afin de gérer la crise économique que vit l’État espagnol depuis 2008. Juventud Sin Futuro occupa un rôle important lors des prémices des protestations en Espagne en 2011, en participant à la convocation de la manifestation du 15 mai avec Democracia Real Ya et d’autres organisations. La manifestation du 7 avril convoquée par Juventud Sin Futuro est considérée comme un des antécédents directs au Mouvement du 15-M ou Mouvement des Indignés.

## Composition
Juventud Sin Futuro est issu de la coordination de plusieurs collectifs universitaires madrilènes qui participèrent aux mobilisations contre le processus de Bologne qui se déroulèrent en 2008 et 2009. Voici les différents collectifs universitaires qui composaient le groupe madrilène de Juventud Sin Futuro à ses débuts :
- Collectif Rise Up (université Carlos III de Madrid)
- Regroupement Universitaire Carlos Marx (université Carlos III de Madrid)
- Association universitaire Contrapoder (Faculté de Sciences Politiques et Sociologie- Université complutense de Madrid)
- Association universitaire 1º de Mayo (Faculté de Sciences Politiques et Sociologie- Université complutense de Madrid)
- Union d’Historiens Progressistes (Faculté de Géographie et d’Histoire - Université complutense de Madrid)
- Association universitaire La Caverna (Faculté de Philosophie - Université complutense de Madrid)
- Association universitaire Puño y Letra (Faculté de Philologie - Université complutense de Madrid)
- Union d’Étudiants Progressistes - Étudiants de Gauche (Faculté de Droit - Université complutense de Madrid)
- Association Universitaire La Gatera (Université Autónoma de Madrid)
- Coordination d’Étudiants de la UAM (Université Autónoma de Madrid)

Actuellement il existe des groupes de Juventud Sin Futuro dans d’autres villes de l’État espagnol comme Barcelone, Alicante, Saint-Sébastien ou Séville.

## Positionnement
Juventud Sin Futuro est née en opposition à ce que les membres du collectif considèrent  des mesures antisociales de sortie de la crise, entreprises par le gouvernement espagnol en 2011 avec les recommandations de l’Union européenne, de la Banque centrale européenne et du FMI. La réforme du travail en Espagne en 2010 et la réforme du système de pensions furent les mesures les plus importantes dans ce sens, auxquelles peuvent s’ajouter la suppression des allocations pour chômeurs de longue durée ou la réduction des budgets destinés à l’éducation. Ces mesures aggravèrent encore plus la situation de précarité dans laquelle était déjà soumise la jeunesse espagnole depuis plusieurs années, conséquence du fort taux de chômage des moins de 25 ans (autour de 40 %), du prix élevé du logement, de la privatisation des services d’éducation et de santé… 

## Activité
- 27 janvier 2011 : Juventud Sin Futuro participe à la manifestation convoquée par les syndicats minoritaires contre la réforme des pensions.
- 31 mars 2011 : conférence de presse durant laquelle se fait l’appel à la manifestation du 7 avril convoquée par Juventud Sin Futuro
- 3 avril 2011 : première action publique de Juventud Sin Futuro aux locaux de la Banque Santander sur le campus de l’université Complutense, désignant ainsi cette entité bancaire comme un des coupables de la crise. La diffusion de cette action arrivera à avoir plus de 20 000 visites en un jour[3].
- 7 avril 2011 : manifestation convoquée exclusivement par Juventud Sin Futuro à laquelle répondent entre 8 000 et 10 000 personnes, dépassant ainsi largement les prévisions des organisateurs.
- 6 mai 2011 : participation au Forum Social de Madrid avec un espace propre à l’organisation.
- 11 mai 2011 : conférence de presse convoquant à la manifestation du 15 mai et performance dans laquelle la démocratie est symboliquement représentée et libérée de la dictature des marchés financiers et boursiers.
- 15 mai 2011 : cortège de Juventud Sin Futuro durant la manifestation qui donna lieu au Mouvement 15-M ou Mouvement des Indignés.
- juin 2011 : sortie du livre de Juventud Sin Futuro (Icaria editorial)

En plus de cela, les membres de Juventud Sin Futuro ont participé activement à titre individuel aux différentes assemblées, manifestations et actions reliées au Mouvement du 15-M.

## Sources
- (es) Cet article est partiellement ou en totalité issu de l’article de Wikipédia en espagnol intitulé « Juventud Sin Futuro » (voir la liste des auteurs).